# San Domneone
San Domneone è un dipinto di Enea Salmeggia conservato nella pinacoteca dell'Accademia Carrara firmato e datato 1613.

## Storia e descrizione
La tela raffigura san Domneone come riporta la scritta ben visibile in alto a sinistra in lettere maiuscole di colore giallo: “S.DOM-NEONIS/CLAVDII/EXPRESSA/EFFIGIES”, e faceva parte di una commissione che comprendeva il dipinto raffigurante san Domno conservato in collezione privata, e l'altra tela raffigurante santa Eusebia, i tre santi sono legati nel culto e di loro si conservato le reliquie nella chiesa di Sant'Andrea a Bergamo in via Porta Dipinta. Del ciclo pittorico dei personaggi uniti nel culto, è presente la serie riproposta almeno quattro volte e conservata in alcune chiese tra le quali il duomo di Bergamo, e in altre di Bergamo.
L'opera proviene dalla collezione di Guglielmo Lochis. 
La raffigurazione precede di qualche anno lo studio di padre Celestino Colleoni che nel suo Historia Quadripartita del 1617 e del 1621 lo studio Sacra Historia di Bergamo di Mario Muzio che hanno ben definito nello studio dei santi che segui la Controriforma il loro culto, ponendo l'opera, che pur non essendo considerata uno dei lavori migliori dell'artista nembrese, come un primo passo alla sua adesione alla precettistica della controriforma sull'arte sacra, pur scrivendo dei momenti meno felici dell'attività pittorica del Salmeggia.
Lo studio dei tre santi che fu poi pubblicato nel 1621 dal Muzio come appartenenti alla famiglia nobile “Claudia” conformerebbe che l'artista seguì gli sviluppi delle ricerche come riporta la scritta posta sulla tela, sicuramente considerato fiduciario dal committente delle opere come molto interessato all'applicazione pittorica dei nuovi dettami della controriforma.
Il quadro raffigura il santo in primo piano con lo sguardo rivolto al cielo, e con il palmo della mano destra aperta. Sullo sfondo, in lontananza, la scena del martirio di sant'Alessandro dove è possibile riconoscere la cittadella viscontea, e una donna vestita di bianco identificabile in santa Grata che tiene avvolto in un lenzuolo il capo del santo. Di Domneone si racconta che fosse vicino a sant'Alessandro, patrono di Bergamo, e dopo la sua morte nascesse in lui la conversione, la tela infatti raffigura nella parte superiore raggi di luce che ne illuminano il volto, confermando l'illuminazione e la conversione divina. 
La tela conservata in accademia presenta la classica stesura un poco opaca, liscia e molto curata pittorica dell'artista, contrariamente le altre copie conservate sia nel duomo alessandrino che nella chiesa di Santa Caterina, presentano caratteristiche pittoriche non consone al Salmeggia. Si pone il quesito se sia questo l'unico lavora raffigurante i santi, effettivamente dipinto dal nembrese.
Il dipinto raffigurante san Domno presente a sinistra la scritta con le medesime caratteristiche: in oro a caratteri maiuscoli “S- DOMNO/NIS MAR/BGOM/EFIGIES/E.S.F.” e ha le medesime misure di san Domneone. Il santo era nipote di san Domneone, quindi molto giovane. Il dipinto raffigura a fianco del giovane la spada del suo martirio e reggente la palma del martirio. La parte superiore destra, che ha tutte le caratteristiche di quella di san Domnenone confermandone l'essere un ciclo pittorico, presenta una scena di decollazione, identificabile una donna che potrebbe essere santa Eusebia. Il martirio potrebbe essere quello di Domneone che seguì quello di sant'Alessandro e che fu motivo poi di vocazione del Domno. 
Il ciclo pittorico doveva essere non solo un racconto ma anche la rappresentazione di uno dei temi centrali della controriforma, il martirio come valore e mezzo liberatorio di salvezza non solo per chi lo subisce ma per essere il mezzo di evangelizzazione dei fedeli.